# Procepon
Procepon är ett släkte av kräftdjur. Procepon ingår i familjen Bopyridae.
Kladogram enligt Catalogue of Life:
| Procepon | \| \| Procepon horridulum \| \| \| \| \| \| Procepon insolitum \| \| \| \| |
|          | \| \| Procepon horridulum \| \| \| \| \| \| Procepon insolitum \| \| \| \| |
|          | Procepon horridulum                                                        |
|          |                                                                            |
|          | Procepon insolitum                                                         |
|          |                                                                            |